# Vanessa Carlton
Vanessa Carlton (ur. 16 sierpnia 1980 w Milford, Pensylwania) – amerykańska piosenkarka i pianistka.
Jako dziecko interesowała się głównie baletem. Uczyła się tańca u Gelsey Kirkland i Nenette Charisse. Gdy miała 14 lat, przeniosła się do Nowego Jorku, aby tam podjąć studia w School of American Ballet. Jednak po 3 latach, kiedy miała zacząć profesjonalną karierę, zrezygnowała z tego i powróciła do pisania własnych tekstów i komponowania muzyki. W następnym roku podpisała kontrakt z wytwórnią A&M Records. W marcu 2002 roku ukazał się jej debiutancki album Be Not Nobody. Singel promujący tę płytę to "A Thousand Miles". Producentem został szef A&M Records – Ron Air. Harmonium – drugi album wokalistki ukazał się w listopadzie 2004 roku. Wystąpili w nim gościnnie między innymi Lindsey Buckingham i Pharrell Williams. Płyta powstała przy pomocy producenta Stephana Jenkinsa. W październiku 2007 roku ukazała się jej trzecia płyta Heroes and Thieves.

## Dyskografia

### Albumy
- Be Not Nobody (2002)
- Harmonium (2004)
- Heroes and Thieves (2007)
- Rabbits on the Run (2011)
- Liberman (2015)
- Love Is an Art (2020)

### Single
- "A Thousand Miles" (2002)
- "Ordinary Day" (2002)
- "Pretty Baby" (2002)
- "White Houses" (2004)
- "Nolita Fairytale" (2007)
- "Hands On Me"(2008)